# Kevin Anderson (Klimatologe)

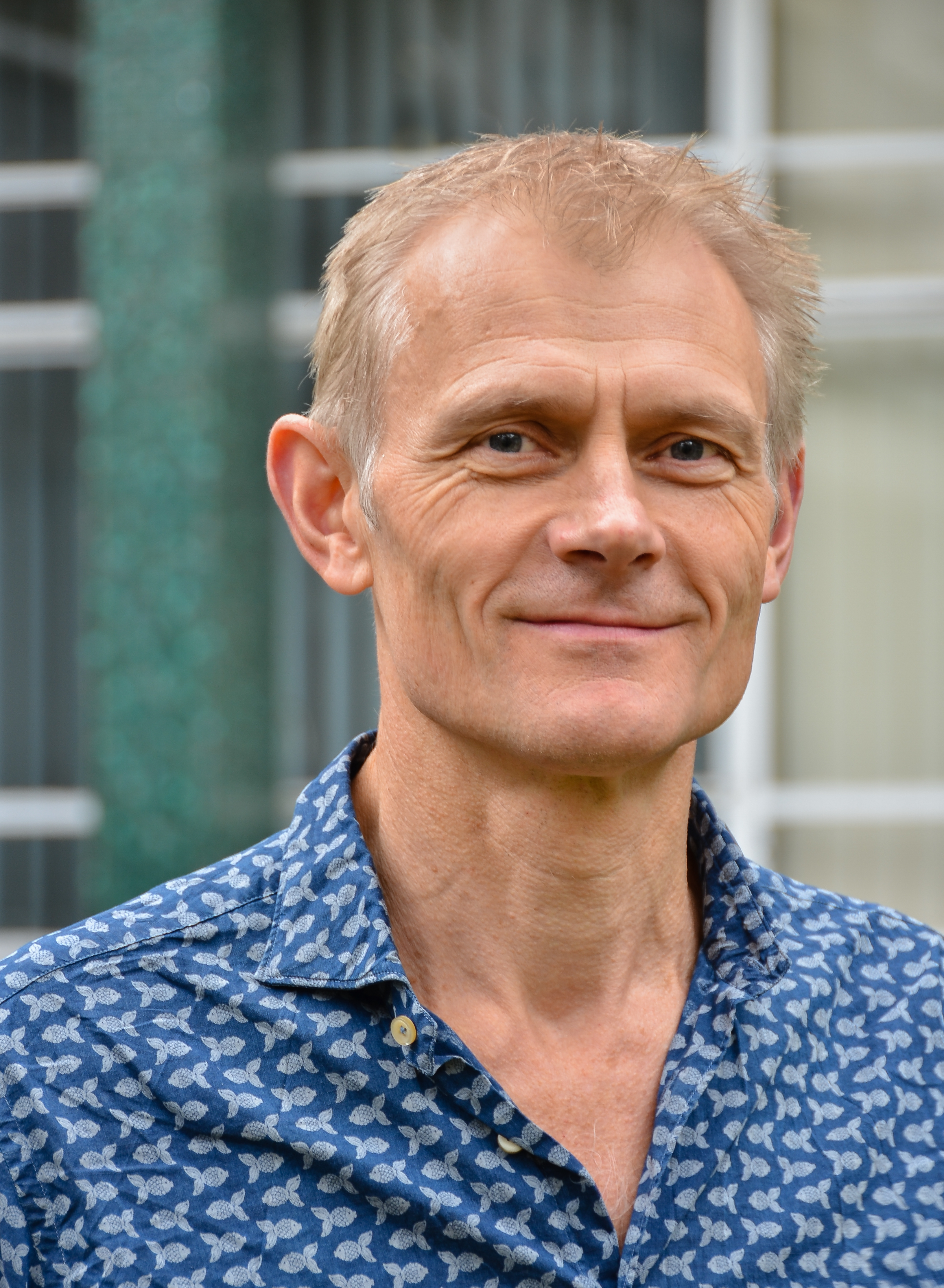
Kevin Anderson

Kevin Anderson ist ein britischer Maschinenbauingenieur und Klimaforscher. Er hat u. a. eine Professur für Energie und Klimawandel an der Universität Manchester und ist stellvertretender Direktor des Tyndall Centre for Climate Change Research.

## Leben
Er habe ursprünglich nicht Akademiker werden wollen. Er sei in der Nähe eines Atomkraftwerks aufgewachsen. Sein Vater habe dort gearbeitet und sein Tod sei eine Folge davon gewesen. Dies habe schon früh sein Interesse an Umwelt- und Energiethemen geweckt.
Mit 16 Jahren zog Anderson zuhause aus und machte zunächst eine Ausbildung bei der Marine als Schiffsmechaniker. Später besuchte er die Universität und machte einen Abschluss als Maschinenbauingenieur. Nach seinem Universitätsabschluss war er etwa 10 Jahre in der Erdölindustrie beschäftigt, wo er mit dem Entwurf und der Inbetriebnahme von Öl-Bohrinseln befasst war. Damals (1980er Jahre) beschäftigten ihn unter anderem Möglichkeiten der Verhinderung von Ölunfällen und der FCKW-Freisetzung. Zunehmend wurde ihm bewusst, welche schädlichen Auswirkungen industrielle Prozesse auf die Umwelt haben, und er fing an, sich mit dem Klimawandel zu befassen. Daher ging er wieder für ein Masterstudium an die Universität, um mehr über Umweltthemen, Klimawandel, Ökonomie und Recht zu erfahren, und erwarb im Anschluss seinen Doktortitel. Danach ging er zunächst für ein Jahr zurück in die Industrie.
In den Jahren 2009 und 2010 war er Direktor des Tyndall Centre for Climate Change Research, damit verbunden hatte er eine Professur an der School of Environmental Sciences an der University of East Anglia. Seit 2011 ist er stellvertretender Direktor am Tyndall Centre for Climate Change Research, zudem hat er eine Professur an der School of Mechanical, Aerospace and Civil Engineering an der University of Manchester. Seit Sommer 2016 hat er zudem eine Gastprofessur für „Climate Change Leadership“ an der Universität Uppsala (Schweden).

## Forschung und klimapolitische Positionen
Anderson hat die Projektionen des Weltklimarats zur zukünftigen globalen Erwärmung analysiert und hält sie für grob überoptimistich. Von den 400 Szenarien, unter denen eine mindestens 50%ige Chance besteht, dass das Zwei-Grad-Ziel erreicht wird, beziehen 334 die umfangreiche Anwendung von Technologien mit negativen Emissionen (Entzug von CO2 aus der Erdatmosphäre mittels Geoengineering) in die Berechnung mit ein. Bei den 56 restlichen Szenarien hatten die CO2-Emissionen ihren Höhepunkt um das Jahr 2010. Er hält die Aussagen des Weltklimarats für unrealistisch, dass die Bemühungen, das Zwei-Grad-Ziel einzuhalten, das Wirtschaftswachstum nicht wesentlich beeinflussen. Wohlhabende Individuen mit hohen CO2-Emissionen werden seiner Einschätzung nach ihren Energieverbrauch und Konsum materieller Güter erheblich einschränken und sofortige und fundamentale Änderungen ihres Lebensstils akzeptieren müssen – zumindest bis die Transformation weg von fossilen Energien komplett vollzogen ist.
Anderson geht nicht davon aus, dass sich die Klimakrise noch innerhalb des kapitalistischen Regelsystems lösen lässt. So sagte er im Jahr 2013 einmal: „Vielleicht wäre die Beschränkung des Temperaturanstiegs auf zwei Grad zur Zeit des Erdgipfels von Rio 1992 oder sogar noch um die Jahrtausendwende mittels gradueller Anpassungen innerhalb der politischen und wirtschaftlichen Hegemonie erreichbar gewesen. Aber der Klimawandel ist ein sich verstärkendes Phänomen! Heute, im Jahr 2013, hat sich die Aussicht für postindustrielle Nationen mit hohem CO2-Ausstoß radikal geändert. Unser fortgesetzter, kollektiv-verschwenderischer Umgang mit CO2 hat alle Chancen auf einen ‚graduellen Wandel‘ zunichtegemacht. Heute, nach zwei Jahrzehnten Bluff und Lügen, verlangt das übrig gebliebene CO2-Budget nach einer revolutionären Veränderung der politischen und ökonomischen Vorherrschaft.“
Anderson ist nach eigenen Angaben seit dem Jahr 2004 nicht mehr mit dem Flugzeug geflogen. Er äußerte wiederholt, dass aufgrund der hohen CO2-Emissionen des Flugverkehrs Klimawissenschaftler diesbezüglich ein Vorbild sein sollten.
Die schwedische Klimaaktivistin Greta Thunberg gab 2019 in einem Interview die Prüfung der von ihr verfassten Reden durch Klimatologen wie Kevin Anderson und Glen Peters auf Richtigkeit und Präzision an.

## Publikationen (Auswahl)
- Kevin Anderson, Glen Peters: The trouble with negative emissions. In: Science. 354. Jahrgang, Nr. 6309, 2016, S. 182–183, doi:10.1126/science.aah4567.
- Kevin Anderson: Duality in climate science. In: Nature Geoscience. 8. Jahrgang, 2015, S. 898–900, doi:10.1038/ngeo2559.
- Kevin Anderson, Alice Bows: A new paradigm for climate change. In: Nature Climate Change. 2. Jahrgang, 2012, S. 639–640, doi:10.1038/nclimate1646.
- Kevin Anderson: The inconvenient truth of carbon offsets. In: Nature. 484. Jahrgang, Nr. 7, 2012, doi:10.1038/484007a.
- Kevin Anderson, Alice Bows: Beyond ‘dangerous’ climate change: emission scenarios for a new world. In: Philosophical Transactions of the Royal Society A: Mathematical, Physical and Engineering Sciences. 369. Jahrgang, 2010, S. 20–44, doi:10.1098/rsta.2010.0290.
- Kevin Anderson, Alice Bows: Reframing the climate change challenge in light of post-2000 emission trends. In: Philosophical Transactions of the Royal Society A: Mathematical, Physical and Engineering Sciences. 366. Jahrgang, 2008, S. 3863–3882, doi:10.1098/rsta.2008.0138.